# Distretto di Don Sak
Don Sak è un distretto (Amphoe) nel nord della provincia di Surat Thani, Thailandia del sud. Da questo distretto partono i traghetti diretti verso l'isola di Koh Samui.

## Geografia fisica
Il distretto è bagnato dalle acque del Golfo del Siam. Confina con gli amphoe di Khanom, Sichon, (nella provincia di Nakhon Si Thammarat) e Kanchanadit.

## Storia
Originariamente, l'area del distretto era parte dell'Amphoe Sichon, nella provincia di Nakhon Si Thammarat. Nel 1929 i due sottodistretti di Don Sak e Chaiyakhram furono inglobati dall'Amphoe Kanchanadit. Il distretto fu creato come un distretto minore (king amphoe) il 24 marzo del 1969 separando i due tambon, Don Sak e Chonlakhram, dal distretto di Kanchanadit. I cittadini del tambon di Chaiyakhram, hanno successivamente chiesto di essere annessi anch'essi nel nuovo distretto, il che accadde il 1º settembre dello stesso anno della sua creazione. Il 16 novembre del 1971 gli fu dato lo status di amphoe. Il quarto tambon, Pak Prak, fu creato il 14 luglio del 1978.

## Amministrazione
Il distretto è suddiviso in 4 sottodistretti (tambon), che sono ulteriormente suddivisi in 40 villaggi(muban). Don Sak è una città (thesaban nakhon) e si estende su parte del tambon di Don Sak. Tutti e quattro i sottodistretti sono amministrati da una TAO (Organizzazione amministrativa dei Tambon)
| \| No. \| Nome \| Tailandese \| Villaggi \| Ab. \| \| --- \| ----------- \| ---------- \| -------- \| ------ \| \| 1. \| Don Sak \| ดอนสัก \| 14 \| 18,634 \| \| 2. \| Chonlakhram \| ชลคราม \| 6 \| 2,250 \| \| 3. \| Chaiyakhram \| ไชยคราม \| 5 \| 2,011 \| \| 4. \| Pak Prak \| ปากแพรก \| 15 \| 12,573 \| | Map of tambon |            |          |        |
| No. | Nome          | Tailandese | Villaggi | Ab.    |
| 1. | Don Sak       | ดอนสัก      | 14       | 18,634 |
| 2. | Chonlakhram   | ชลคราม     | 6        | 2,250  |
| 3. | Chaiyakhram   | ไชยคราม    | 5        | 2,011  |
| 4. | Pak Prak      | ปากแพรก    | 15       | 12,573 |

## Monumenti e luoghi d'interesse
Wat Khao Suwan Pradit (Thai: วัดเขาสุวรรณประดิษฐ์) è un tempio buddista ubicato su una collina a circa un chilometro dalla città di Don Sak. Il tempio fu fondato nel 1982 da Luang Pho Choi, un monaco molto venerato nella Thailandia meridionale. Sulla cima del colle c'è una stupa di 45 metri, che contiene reliquie di Buddha, le quali provengono dal tempio Wat Phra Kiat (Amphoe Hot, Provincia di Chiang Mai).

## Economia

### Servizi
Due compagnie di traghetti, Raja Ferry e Seatran, assicurano un regolare servizio per raggiungere le isole Koh Samui e Koh Phangan dai moli di Don Sak. I viaggiatori che sbarcano dall'aeroporto di Surat Thani con destinazione queste isole, si imbarcano generalmente da Don Sak.
Nel distretto, più precisamente nei pressi nella città di Don Sak, c'è un ospedale amministrato dallo Stato.